# Phong Dinh
Phong Dinh là một tỉnh cũ của Việt Nam Cộng hòa.

## Địa lý
Tỉnh Phong Dinh năm 1973 có vị trí địa lý:
- Phía đông giáp tỉnh Sa Đéc và tỉnh Vĩnh Long
- Phía tây giáp Kiên Giang và tỉnh Chương Thiện
- Phía nam tỉnh Ba Xuyên
- Phía bắc giáp tỉnh An Giang.

## Hành chính
Tỉnh Phong Dinh có thị xã Cần Thơ và 7 quận: Châu Thành, Phụng Hiệp, Thuận Nhơn, Thuận Trung, Phong Phú, Phong Điền, Phong Thuận. 
| Dân số tỉnh Phong Dinh năm năm 1967 | Dân số tỉnh Phong Dinh năm năm 1967 |
| Quận                                | Dân số (người)                      |
| ----------------------------------- | ----------------------------------- |
| Châu Thành                          | 153.198                             |
| Phong Điền                          | 35.232                              |
| Phong Phú                           | 65.228                              |
| Phụng Hiệp                          | 59.778                              |
| Thuận Nhơn                          | 49.314                              |
| Thuận Trung                         | 26.495                              |
| Tổng số                             | 389.245                             |

## Lịch sử
Ngày 22 tháng 10 năm 1956, Tổng thống Việt Nam Cộng hòa Ngô Đình Diệm ban hành Sắc lệnh số 143-NV về việc:
- Thành lập tỉnh Phong Dinh trên cơ sở đổi tên tỉnh Cần Thơ.
- Tỉnh lỵ đặt tại Cần Thơ và vẫn giữ nguyên tên là Cần Thơ, về mặt hành chánh nằm trong khu vực xã Tân An thuộc quận Châu Thành.

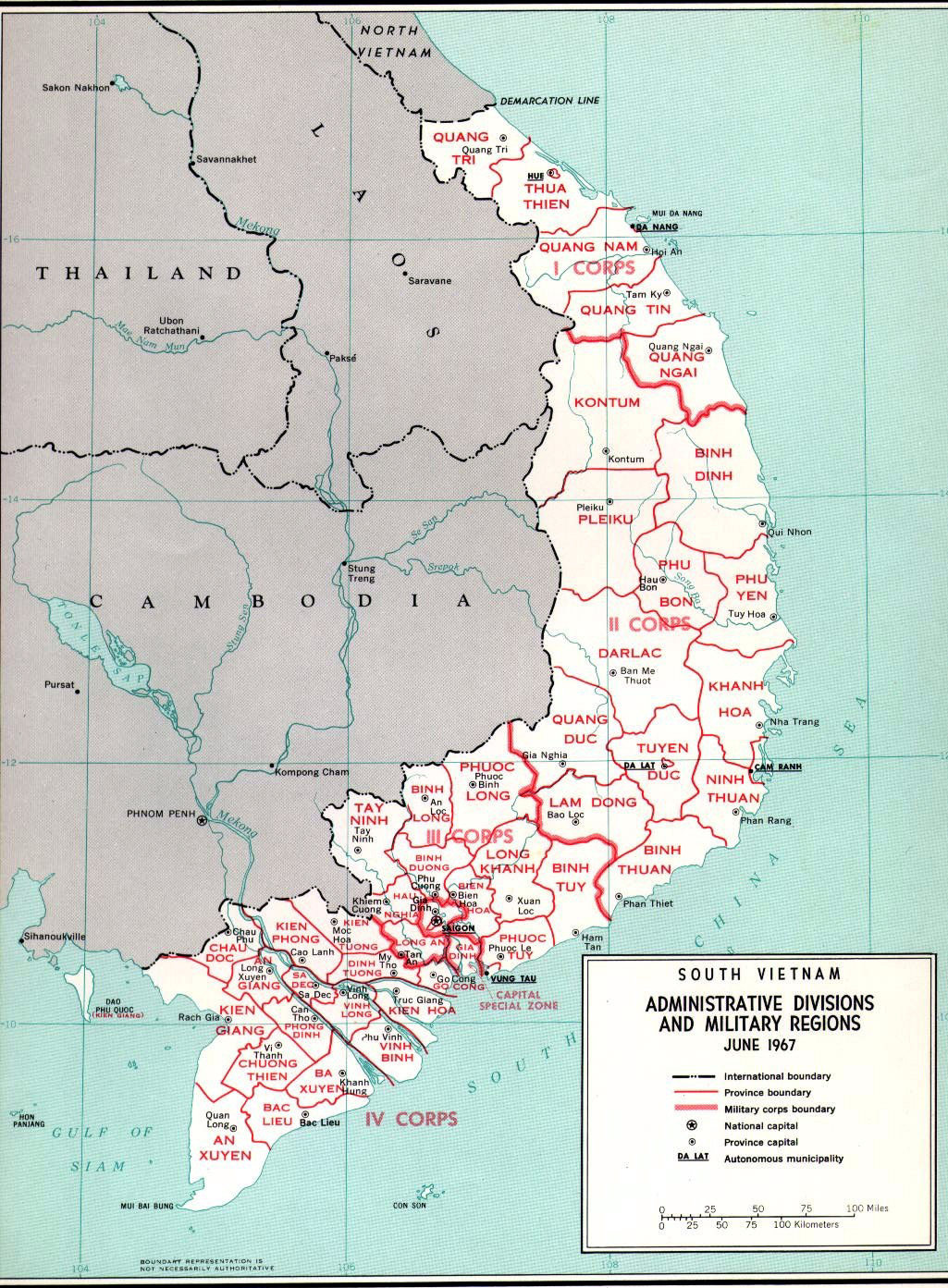
Vị trí của tỉnh Phong Định trên bản đồ hành chính Việt Nam Cộng hòa năm 1967

Năm 1957, tỉnh Phong Dinh có 5 quận, 10 tổng và 59 xã.
| Đơn vị hành chính tỉnh Phong Dinh năm 1957 | Đơn vị hành chính tỉnh Phong Dinh năm 1957 | Đơn vị hành chính tỉnh Phong Dinh năm 1957 |
| Quận                                       | Tổng                                       | Quận lỵ                                    |
| ------------------------------------------ | ------------------------------------------ | ------------------------------------------ |
| Châu Thành                                 | - Định An - Định Bảo                       | Xã Tân An                                  |
| Kế Sách                                    | - Định Khánh - Định Tường                  | Xã Kế An                                   |
| Long Mỹ                                    | - An Ninh - Thanh Tuyền                    | Xã Long Trị                                |
| Ô Môn                                      | - Định Thới - Thới Bảo                     | Xã Thới Thạnh                              |
| Phụng Hiệp                                 | - Định Hòa - Định Phước                    | Xã Phụng Hiệp                              |

Ngày 16 tháng 9 năm 1958, sáp nhập quận Kế Sách vào tỉnh Ba Xuyên.
Ngày 16 tháng 10 năm 1958, đổi tên quận Ô Môn thành quận Phong Phú.
Ngày 18 tháng 3 năm 1960, Tỉnh trưởng Phong Dinh thành lập thêm quận Đức Long gồm 1 tổng là An Ninh với 7 xã trực thuộc do tách đất từ quận Long Mỹ; quận lỵ đặt tại xã Vị Thanh.
Ngày 24 tháng 12 năm 1961, thành lập tỉnh Chương Thiện trên cơ sở tách 2 quận: Đức Long, Long Mỹ. Tỉnh lỵ tỉnh Chương Thiện đặt tại xã Vị Thanh.
Ngày 2 tháng 7 năm 1962, Tỉnh trưởng Phong Dinh thành lập thêm 2 quận mới:
- Quận Khắc Trung được thành lập do tách đất từ quận Phong Phú cùng tỉnh hợp với đất đai xã Thạnh Phú do quận Thốt Nốt, tỉnh An Giang chuyển sang.
  - Quận lỵ đặt tại Cờ Đỏ thuộc xã Thới Đông.
- Quận Khắc Nhơn được thành lập do tách đất từ quận Châu Thành và quận Phong Phú cùng tỉnh.
  - Quận lỵ đặt tại Bảy Ngàn thuộc xã Tân Hòa.

Ngày 20 tháng 4 năm 1964, Tỉnh trưởng Phong Dinh:
- Đổi tên quận Khắc Trung thành quận Khắc Nhơn.
- Đổi tên quận Thuận Trung thành quận Thuận Nhơn.
  - Chuyển quận lỵ quận Thuận Nhơn về Một Ngàn thuộc xã Tân Hòa.

| Đơn vị hành chính tỉnh Phong Dinh năm 1964 | Đơn vị hành chính tỉnh Phong Dinh năm 1964 |
| Quận                                       | Tổng |
| ------------------------------------------ | --- |
| Châu Thành                                 | - Định Bảo có 7 xã: Nhơn Ái, Nhơn Nghĩa, Mỹ Khánh, Tân Phú Thạnh, Thạnh An, Thường Thạnh, Thường Thạnh Đông - Định An có 8 xã: An Bình, Đông Phú, Giai Xuân, Long Tuyền, Phú Hữu, Phú Thứ, Tân An, Thuận Đức |
| Phụng Hiệp                                 | - Định Phước có 4 xã: Hiệp Hưng, Hòa Mỹ, Phụng Hiệp, Tân Phước Hưng - Định Hòa có 2 xã: Đông Phước, Long Thạnh                                                                                               |
| Phong Phú                                  | - Thới Bảo có 4 xã: Bình An, Định Môn, Thới Thạnh, Trường Thành - Định Thới có 5 xã: Phước Thới, Tân Thới, Thới An, Thới An Đông, Thới Long                                                                  |
| Thuận Trung                                | Phong Thuần có 4 xã: Ngôn Thiện, Thạnh Phú, Thới Đông, Thới Lai |
| Thuận Nhơn                                 | Phong Đa có 6 xã: Chủ Thiện, Lệ Tâm, Tân Bình, Tân Hòa, Thạnh Hòa, Trường Long |

Ngày 26 tháng 5 năm 1966, lập thêm quận Phong Điền, gồm 5 xã do tách từ phần đất của các quận Châu Thành, Phong Phú và Thuận Nhơn; quận lỵ đặt tại Phong Điền thuộc xã Nhơn Ái.
Ngày 23 tháng 4 năm 1968, lại lập thêm quận Phong Thuận, gồm 5 xã do tách đất từ quận Châu Thành, tỉnh Phong Dinh và quận Kế Sách, tỉnh Ba Xuyên. Quận lỵ đặt tại Cái Côn thuộc xã An Lạc Thôn.
| Đơn vị hành chính tỉnh Phong Dinh năm 1970 | Đơn vị hành chính tỉnh Phong Dinh năm 1970                                                                |
| Quận                                       | Xã |
| ------------------------------------------ | --- |
| Châu Thành                                 | 8 xã: An Bình, Giai Xuân, Long Tuyền, Phú Thứ, Tân Phú Thạnh, Thạnh An, Thường Thạnh, Thường Thạnh Đông   |
| Phong Điền                                 | 5 xã: Cầu Nhiếm, Mỹ Khánh, Nhơn Ái, Nhơn Nghĩa, Trường Long                                               |
| Phong Phú                                  | 9 xã: Bình An, Định Môn, Phước Thới, Tân Thới, Thới An, Thới An Đông, Thới Long, Thới Thạnh, Trường Thành |
| Phong Thuận                                | 5 xã: An Lạc Thôn, Đông Phú, Phú Hữu, Phong Nẫm, Xuân Hòa                                                 |
| Phụng Hiệp                                 | 6 xã: Đông Phước, Hòa Mỹ, Hiệp Hưng, Long Thạnh, Phụng Hiệp, Tân Phước Hưng                               |
| Thuận Nhơn                                 | 5 xã: Chủ Thiện, Lệ Tâm, Tân Bình, Tân Hòa, Thạnh Hòa                                                     |
| Thuận Trung                                | 4 xã: Ngôn Thiện, Thạnh Phú, Thới Đông, Thới Lai                                                          |

Ngày 30 tháng 9 năm 1970, Thủ tướng Việt Nam Cộng hòa Trần Thiện Khiêm ban hành Sắc lệnh số 115-SL/NV về việc thành lập thị xã Cần Thơ là thị xã tự trị trực thuộc chính quyền Trung ương Việt Nam Cộng hòa, đồng thời kiêm tỉnh lỵ tỉnh Phong Dinh.
Thị xã Cần Thơ có các xã Tân An, Thuận Đức, ấp Lợi Nguyên thuộc xã An Bình và ấp Bình Nhựt thuộc xã Long Tuyền cùng thuộc quận Châu Thành, tỉnh Phong Dinh trước đó.
Tính đến năm 1971, dân số tỉnh là 337.159 người.
Năm 1973, tỉnh Phong Dinh có 7 quận: Châu Thành, Phụng Hiệp, Thuận Nhơn, Thuận Trung, Phong Phú, Phong Điền, Phong Thuận.
Năm 1975, thị xã Cần Thơ và tỉnh Phong Dinh là hai đơn vị hành chính cấp tỉnh ngang bằng nhau theo sự phân chia sắp xếp hành chính của Việt Nam Cộng hòa.
Chính quyền Mặt trận Dân tộc Giải phóng Miền Nam Việt Nam và sau này là Chính phủ Cách mạng lâm thời Cộng hòa Miền Nam Việt Nam cùng với Việt Nam Dân chủ Cộng hòa không công nhận tên gọi Phong Dinh mà vẫn gọi theo tên cũ là tỉnh Cần Thơ.
Ngày 24 tháng 2 năm 1976, Chính phủ Cách mạng lâm thời Cộng hòa miền Nam Việt Nam ban hành Nghị định số 3/NQ/1976 về việc hợp nhất ba vị hành chính cấp tỉnh ngang bằng nhau là tỉnh Phong Dinh, tỉnh Ba Xuyên, thành phố Cần Thơ và một phần của tỉnh Chương Thiện thành một tỉnh mới, lấy tên là tỉnh Hậu Giang.
Ngày 24 tháng 3 năm 1976, Chính phủ ban hành Quyết định số 17/QĐ-76 về việc hợp nhất ba vị hành chính cấp tỉnh ngang bằng nhau là tỉnh Cần Thơ, tỉnh Sóc Trăng và thành phố Cần Thơ thành một tỉnh mới, lấy tên là tỉnh Hậu Giang.
Ngày 26 tháng 12 năm 1991, Quốc hội ban hành Nghị quyết về việc chia tỉnh Hậu Giang thành tỉnh Cần Thơ và tỉnh Sóc Trăng.
Ngày 26 tháng 11 năm 2003, Quốc hội ban hành Nghị quyết số 22/2003/QH11 về việc chia tỉnh Cần Thơ thành thành phố Cần Thơ trực thuộc trung ương và tỉnh Hậu Giang.
Địa bàn tỉnh Phong Dinh cũ hiện nay tương ứng với phần lớn thành phố Cần Thơ ngày nay (trừ quận Thốt Nốt, huyện Vĩnh Thạnh và các xã Thạnh Phú, Trung Hưng, Trung An, Trung Thạnh của huyện Cờ Đỏ); thành phố Ngã Bảy, các huyện Châu Thành, Châu Thành A, Phụng Hiệp (ngoại trừ thị trấn Kinh Cùng và các xã Hòa An, Phương Bình, Phương Phú) cùng thuộc tỉnh Hậu Giang; các xã Xuân Hòa, An Lạc Thôn, Phong Nẫm cùng thuộc huyện Kế Sách của tỉnh Sóc Trăng ngày nay.